# Язуріле
Язуріле (рум. Iazurile) — село у повіті Тулча в Румунії. Входить до складу комуни Валя-Нукарілор.
Село розташоване на відстані 234 км на схід від Бухареста, 20 км на південний схід від Тулчі, 97 км на північ від Констанци, 84 км на південний схід від Галаца.

## Населення
За даними перепису населення 2002 року у селі проживали 967 осіб, з них 965 осіб (99,8%) румунів. Усі жителі села рідною мовою назвали румунську.